# Darienheros calobrensis
Darienheros calobrensis ist ein Süßwasserfisch aus der Familie der Buntbarsche, der im Osten Panamas u. a. im Río Chucunaque und im Río Bayano vorkommt.

## Merkmale
Darienheros calobrensis erreicht eine Maximallänge von 26 cm und ist von silbrig-grauer Grundfärbung. Körperseiten und unpaare Flossen sind mit zahlreichen, regelmäßig angeordneten roten Punkten gemustert. Weibchen bleiben etwas kleiner und sind etwas weniger farbig. In der Rückenflosse haben sie eine dunkel gefärbte Zone. Jungfische zeigen ein Muster mit sieben Querbänder und einem dunklen Längsband. Bei ausgewachsenen Fischen sind Längs- und Querbänder in der Regel nicht mehr sichtbar. Nur zur Brutzeit zeigen erwachsene Tiere die vier hinteren senkrechten Streifen. Das Maul ist leicht unterständig, die Lippen sind dick. Die präorbitale Region des Schädels (Bereich vor der Augenhöhle (Orbita)) ist vergleichsweise lang. Die Augen sind relativ hoch angeordnet.

## Lebensweise
Darienheros calobrensis lebt in Klarwasserflüssen mit felsigem Bodengrund. Über die Ernährung in freier Natur ist bisher nichts bekannt. Die Fische werden mit einem Alter von anderthalb Jahren bei einer Länge von 15 cm geschlechtsreif. Sie bilden eine Vater-Mutter-Familie, d. h. das Weibchen übt die Brutpflege allein aus, während das wenig aggressive Männchen das Revier verteidigt. Schwimmen die Jungfische frei, so werden sie von beiden Eltern betreut.

## Systematik
Die Art wurde 1913 durch die US-amerikanischen Ichthyologen Seth Eugene Meek und Samuel Frederick Hildebrand unter dem Namen Cichlasoma calobrense beschrieben und nach dem der Terra typica dem Rio Calobre, einem Nebenfluss des Río Bayano benannt. Später wurde sie Astatheros, Cichlasoma und Amphilophus zugeordnet. Im Jahr 2016 wurde die Gattung Darienheros eingeführt, mit Darienheros nourissati als einziger Art. Der Gattungsname setzt sich aus Darien und Heros zusammen. Darién ist eine Provinz Panamas im Grenzgebiet zu Kolumbien, Heros ist eine Buntbarschgattung. Darienheros ist die Schwestergattung von Panamius.